# Userhat
Userhat (... – XVIII dinastia) è stato un funzionario e scriba egizio, vissuto sotto il regno di Amenofi II.
| F12 | F4 · X1 · Z1 | A1 |

wsr-ḥˁt
I suoi titoli erano: Scriba reale del granaio di Tebe, Sovrintendente degli Scribi, Sovrintendente del bestiame di Amon, Scriba che conta il pane dell'alto e basso Egitto.
Tra le sue mansioni vi era il controllo del grano e della panificazione. Quindi si occupava di contabilità dei tributi, prevenendo furti e controllando la distribuzione del pane. Dirigeva anche tutti i sottoposti che contabilizzavano detti tributi.
L'organizzazione amministrativa dell'antico Egitto era molto estesa, molto burocratica e sostanzialmente molto complessa. Ma era grazie a questa organizzazione che, nei periodi di crisi reale o di calamità, come un'eccessiva piena del Nilo, l'Egitto poteva sopravvivere. 

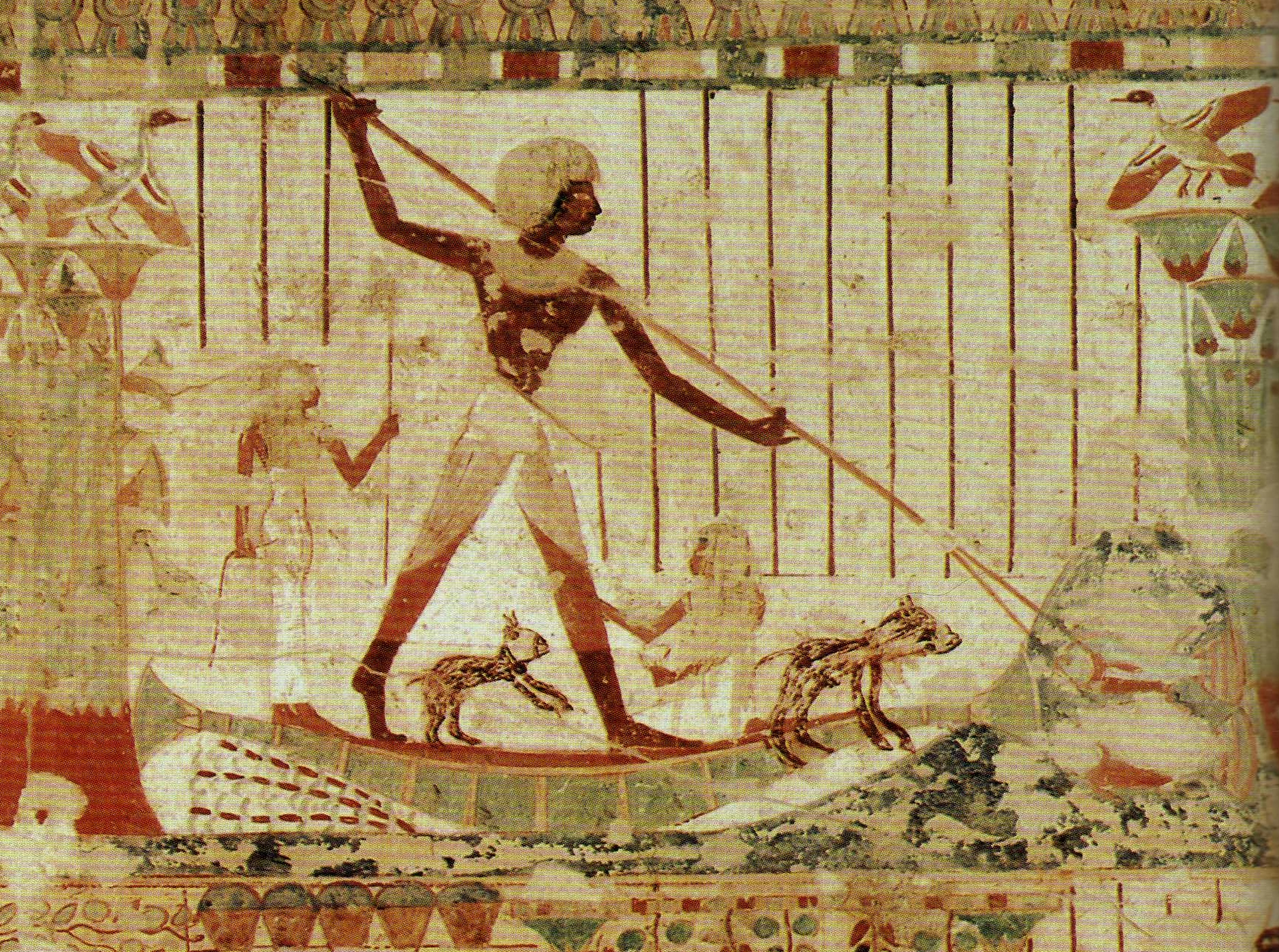
Userhat pesca su una barca di papiro, similmente a Nebamon. I due quadrupedi, forse gatti, sono stati aggiunti in epoca posteriore

Infatti con un accurato controllo delle produzioni, il sovrano poteva ridistribuire le riserve nei periodi di crisi, consentendo così alla popolazione di sopravvivere.
Tutti i funzionari al vertice della gerarchia amministrativa erano alle dipendenze del faraone stesso ed alcuni divennero così ricchi di privilegi da divenire più potenti del sovrano stesso.

## Biografia
Userhat crebbe nell'harem reale con i figli del faraone, divenendone così persona di fiducia e sposò Mutneferet che aveva il titolo di "Regale ornamento".

## Necropoli
La sua tomba, catalogata TT56, non fu mai completata, si trova nelle vicinanze del villaggio di Sheikh Abd El Qurna, nella necropoli tebana e non deve essere confusa con quella di Userhat "Primo profeta del ka regale di Thutmose I", catalogata TT51.